# Список названий языков
Данная статья предоставляет список местных названий многих языков мира (лингвонимов).

## Языки
† = Мёртвый язык

‡ = Мёртвый язык, использующийся в литературе и/или богослужении

### А
Абазинский – Абаза бызшва
Абаньом – Bakor
Абенаки – Wôbanakiôdwawôgan
Абхазский – Аԥсуа бызшәа, аԥсшәа
Авадхи – अवधी / avadhī
Аварский – авар мацӀ, магӀарул мацӀ
Авестийский ‡ – 𐬎𐬞𐬀𐬯𐬙𐬀𐬎𐬎𐬀𐬐𐬀𐬉𐬥𐬀
Агуаруна – Awajún
Агульский – Агъул чӏал
Адняматана – yura ngarwala
Адыгейский – Адыгабзэ
Азербайджанский – Azərbaycan dili, azərbaycanca / آذربایجان دیلی، آذربایجانجا / Азәрбајҹан дили, азәрбајҹанҹа
Аймара – Aymar aru
Айнийский – Äynú / پارىس
Айнский – アイヌ イタㇰ / Aynu itak
Акан – Akan
Аккадский † – 𒀝𒅗𒁺𒌑 (lišānum akkadītum)
Алабамский – Albaamo innaaɬiilka
Алабугатско-татарский – Утар тили, нугай тили, татар тили
Албанский – Shqip
Алгонквинский – ᐊᓂᔑᓈᐯᒧᐎᓐ / Anicinâbemowin
Алеутский – Унаӈам / Unangax̂
Алтайский – Алтай (алтайдыҥ) тил
Алуне – bahasa Alune
Алютикский – Sugpiaq, Alutiiq
Алюторский – алуталг’у
Аляскинский юпикский – Yugtun, Cugtun
Амхарский – አማርኛ
Анамбе – Anambé
Ангика – अंगिका
Английский – English
Англо-цыганский – Romanichal
Англо-шотландский – Scots leid
Андийский – къӏваннаб мицӏцӏи
Андьиэ – Ajië, A’jie, Anjie, Houailou, Wai, Wailu
Арабский – اَلْعَرَبِيَّةُ
Аравакский – Lokono
Арагонский – aragonés
Арамейский – ܠܫܢܐ ܐܪܡܝܐ
Арапахо – hinono’eitiit
Арикара – Sáhniš
Армяно-кыпчакский † – խըփչախ դիլի (хыпчах тили / χïpčaχ tili), պիզիմ դիլ (бизим тил / bizim til), թաթարչա (татарча / tatarča)
Армянский – հայերեն
Арумынский – armăneashce, limba armănească
Арчинский – аршаттен чӏат
Ассамский – অসমিয়া
Ассинибойн – Nakʰóda
Ассирийский новоарамейский – ܐܬܘܪܝܐ ܣܘܪܝܝܐ ,ܣܘܪܝܬ ܣܘܪܝܝܐ
Астекский (науатль) – Nawatlahtolli, nawatl, mexkatl
Астурийский – asturianu, bable
Астурлеонский – Asturllionés
Атикамек – Atikamekw nehiromowin
Атна – Atnakenaege’
Ауджила – tawjilit
Афарский – Qafár af
Африкаанс – Afrikaans
Африхили – Ni Afrihili Oluga
Ахвахский – Ашвалӏи мицӏцІи
Ачехский – Bahsa, Basa Acèh / بهسا اچيه
Ачоли – Acoli, Shuli, Gang, Lwo

### Б
Бабинский саамский † – a͕h́ḱeĺsāmлa ḱeлл
Багвалинский – багвалал мисӀсӀ
Багхели – अवधी
Бактрийский † – αρια
Балийский – ᬪᬵᬱᬩᬮᬶ / Basä Bali
Балти – སྦལ་འཐུས་ / بلتی
Бамана – Bamanankan
Банджарский – Bahasa Banjar / بهاس بنجر
Баса – Ɓasaá
Баскский – euskara
Басса – Bassa
Бацбийский – Бацбур мотӏтӏ
Башкирский – башҡорт теле, башҡортса
Беджа – بداوية
Бежтинский – бежкьалас миц
Белорусский – беларуская мова
Белуджский – بلوچی / Балочи
Бемба – chiBemba
Бенгальский – বাংলা
Берберский – tamaziɣt / ⵜⴰⵎⴰⵥⵉⵖⵜ
Бетави – basè Betawi
Бивер – ᑕᓀᖚ / Dane-zaa Záágéʔ
Бикольский – Bikol
Билин – ብሊና
Бирманский – ဗမာစာ, မြန်မာဘာသာ
Биса – bɩsa
Бислама – Bislama
Бихарский – बिहारी भाषा
Бишнуприя-манипури – ইমার ঠার, বিষ্ণুপ্রিয়া মণিপুরী
Блэкфут – Siksiká / ᓱᖽᐧᖿ
Бодо – बोड़ो
Болгарский – български език
Бонток – Finallig
Боснийский – bosanski jezik / босански језик
Ботлихский – буйхалъи мицIцIи
Брадж – ब्रज भाषा
Брауи – بروہی / Bráhuí
Бретонский – Brezhoneg, Brezoneg
Бугийский – ᨅᨗᨌᨑ ᨕᨘᨁᨗ / Basa Ugi
Будухский – budad mez
Буи – Haausqyaix
Бундели – बुन्देली
Бурятский – буряад хэлэн / ᠪᠤᠷᠢᠶᠠᠳ ᠬᠡᠯᠡᠨ
Бхили – भीली
Бходжпури – भोजपुरी

### В
Ваи – ꕙꔤ
Валлийский – Cymraeg
Валлонский – Walon
Варайский – Winaray
Ваханский – Х̌ик зик / x̌ik zik
Вашо – Wá:šiw ʔítlu
Венгерский – magyar nyelv
Венда – Tshivenda
Венетский – vèneto
Вепсский – vepsän kel'
Верхнелужицкий – hornjoserbšćina
Вилямовский – Wymysiöeryś
Виннебаго – Hocąk
Влашский – limba română, rumâneşte, rumâneşce
Водский – vaďďā tšēli, vaďďa ceeli
Волапюк – Volapük (Volapꞟk)
Волоф – Wolof
Восточноармянский – հայերեն
Восточноминьский – 閩東語 / Mìng-dĕ̤ng-ngṳ̄
Восточный пво – Phlou
Вьетнамский – Tiếng Việt

### Г
Га – Gã
Гавайский – ʻōlelo Hawaiʻi
Гагаузский – Gagauz dili, gagauzça
Гаитянский креольский – Kreyòl ayisyen
Гайо – bahasa Gayo
Галисийский – Galego
Гань – 贛語 / 赣语
Гвичин – Dinju Zhuh K’yuu
Гереро – Otsiherero, Otjiherero
Геэз ‡ – ግዕዝ
Гилянский – گیلکی / Giləki
Гинухский – гьинуззас мец
Годоберинский – ГъибдилӀи мицци
Гомала – Ghɔmálá’
Гонгду – དགོང་འདུས་ / dgong-'dus
Горани – گۆرانی
Горномарийский – кырык мары
Горонтало – Bahasa Hulontalo
Горско-еврейский – cuhuri / джугьури / ז'אוּהאוּראִ
Готский ‡ – 𐌲𐌿𐍄𐌰𐍂𐌰𐌶𐌳𐌰, 𐌲𐌿𐍄𐍂𐌰𐌶𐌳𐌰, 𐌲𐌿𐍄𐌹𐍃𐌺𐌰 𐍂𐌰𐌶𐌳𐌰
Грабар ‡ – Հայերէն
Гренландский – Kalaallisut
Греческий – Ελληνικά
Грузинский – ქართული
Гуарани – Avañe'ẽ
Гуахиро – wayuunaiki
Гуджарати – ગુજરાતી / gujarātī
Гунзибский – Гьонкьос мыц
Гуронский † – Wendat
Гхадамесский – taġdamsit
Гэлао – Kláo

### Д
Дакота – Dakhótiyapi, Dakȟótiyapi
Далматинский † – veklisúṅ, vetrún diskaurs
Даргинский – дарган мез
Датский – dansk
Даурский – Даһур Усүүэ / Daur Usüüe
Делаварский – Huluníixsuwaakan
Дзонг-кэ – རྫོང་ཁ
Динка – Thuɔŋjäŋ
Добруджататарский – tatarşa, tatar tílí / татарша, татар тілі
Догри – डोगरी / ڈوگرى
Догриб – Tłı̨chǫ Yatiì
Долганский – долган тыла, һака тыла
Долуо – Dholuo, d̪ólúô
Древнеанглийский † – Ænglisċ, Englisċ
Древневерхненемецкий † – Diutisk
Древнегреческий † – ἡ Ἑλληνικὴ γλῶσσα
Древнегрузинский † – ႤႬႠჂ ႵႠႰႧႭჃႪႨ (энай картули)
Древнееврейский ‡ – לְשׁוֹן הַקֹּדֶשׁ
Древнеирландский † – Goídelc, Goídelg
Древнепермский † – 𐍚𐍞𐍜𐍙 𐍚𐍯𐍮
Древнеперсидский † – 𐎠𐎼𐎹
Древнерусский † – рѹсьскъ ꙗзыкъ
Древнескандинавский † – dǫnsk tunga, norrœnt mál
Древнеуйгурский † – Türk tili
Древнефризский † – Frysk
Дуала – duálá
Дунганский – Хуэйзў йүян, җун-ян хуа
Дьюла – Julakan

### Е
Египетский † – 𓂋𓏺𓈖 𓆎𓅓𓏏𓊖 / r n km.t

### З
Зазаки – Zıwanê Kirdkî, Zonê Ma
Западноармянский – արեւմտահայերէն
Западнофризский – Frysk
Западный апаче – Ndee biyati', Nnee biyati'
Затерландский фризский – Seeltersk, Seelterfräiske
Зенага – Tuḍḍungiyya
Зулу – isiZulu
Зуни – Shiwi’ma

### И
Ибанский – jaku Iban
Иврит – עִבְרִית
Игбо – Igbo
Идиш – יידיש ,ייִדיש ,אידיש
Идо – Ido
Ижорский – ižorin kēli
Изон – Ịzọn
Или-тюркский – Или тюрки
Илоканский – ilokano, pagsasao nga Iloko
Инари-саамский – anarâškielâ
Ингушский – гӏалгӏай мотт
Индонезийский – Bahasa Indonesia
Интерлингва – Interlingua
Инуиннактун – Inuinnaqtun
Инуктитут – ᐃᓄᒃᑎᑐᑦ
Инупиак – Iñupiatun
Инхокваринский – иIнхийес мыц
Ирландский – Gaeilge
Исландский – íslenska
Испанский – español, castellano
Истмусский науатль – mela’tájtol
Истрорумынский – vlåskę límbę, vlåškę límbę
Итало-румейский – Κατωιταλιωτικά
Итальянский – italiano, lingua italiana
Ительменский – Итәнмәӈин крвэԓхатас
Ишкашимский – škošmi zəvůk

### Й
Йидга – یدغہ
Йоканьгско-саамский – Тарье са̄мя кӣлл
Йоруба – Èdèe Yorùbá

### К
Кабардино-черкесский – Адыгэбзэ
Кабийе – Kabɩyɛ
Кабильский – Taqbaylit
Кабувердьяну – cabuverdiánu, kriolu, kriol
Кави ‡ – ꦨꦴꦰꦏꦮꦶ / Bhāṣa Kawi
Каддо † – Hasí:nay
Казахский – Қазақ тілі, қазақша / Qazaq tılı, qazaqşa / قازاق ءتىلى، قازاقشا
Кайтагский – хайдакьан гъай
Кайюга – Gayogohó:nǫ
Какчикельский – Kaqchikel
Калиспел – Qalispé, Séliš
Калмыцкий – Хальмг келн / ᡍᠠᠯᡅᡏᠠᡎ ᡍᡄᠯᡄᠨ
Камба – Kikamba
Канауджи – कन्नौजी
Каннада – ಕನ್ನಡ / kannaḍa
Канса † – Kánza
Кантонский – 廣東話, 廣府話, 廣州話, 白話 / 广东话, 广府话, 广州话, 白话
Канури – Kànùrí
Капампанганский – Kapampangan, Amanung Sisuan
Капонг – Kapóng
Карагашский – Карагаш тили, нугай тили, татар тили
Караимский – Къарай тили / Karaj tili
Каракалпакский – Qaraqalpaq tili, qaraqalpaqsha / Қарақалпақ тили, қарақалпақша
Каратинский – кIIирлIе мацIIи, кIкIирлIи мицIцIи
Карачаево-балкарский – къарачай-малкъар тил, тау тил / Qaraçay-Malqar til, Tav til / قاراچای مالقار تیل، تاولو تیل
Карельский – karjalan kieli
Карибский – Kari’nja
Карибский хиндустани – कैरेबियाई हिंदुस्तानी / 𑂍𑂶𑂩𑂵𑂥𑂱𑂨𑂰𑂆⸱𑂯𑂱𑂁𑂠𑂳𑂮𑂹𑂞𑂰𑂢𑂲 / کَیریبئائی ہندوستانی
Каталанский – català
Качинский – Jinghpaw
Кашмирский – کٲشُر / कॉशुर
Кашубский – Kaszëbsczi jãzëk, kaszëbskô mòwa, kaszёbizna
Квакиутл – Kwak’wala
Квенский – kainun kieli, kveenin kieli, kväänin kieli, meiðän kieli
Кекчи – Q’eqchi’
Кемак – bahasa Kemak
Кёр-д’ален – Snchitsuʼumshtsn
Кетский – Остыганна ӄа’
Кечуа – Qhichwa simi, Runasimi
Киданьский † –  / 
Киконго – Kikongo
Кикуйю – Gĩkũyũ
Кильдинский саамский – Кӣллт са̄мь кӣлл
Киньяруанда – Kinyarwanda
Киргизский – Кыргыз тили, кыргызча
Кирибати – Taetae ni kiribati
Китайский – 中文, 汉语 / 漢語
Китуба – Kituba, Kikongo ya leta
Киче – K’iche’
Клаллам † – nəxʷsƛ̕ay̕əmúcən
Классический китайский ‡ – 漢文 / 文言
Классический науатль † – Nāhuatlahtōlli
Клингонский – tlhIngan Hol
Кодагу – ಕೊಡವ ತಕ್‌ / കുടകു തക്കു്
Колтта-саамский – sääʹmǩiõll
Колумбийский венатчи † – n̓xaʔm̓xčín̓
Коми-зырянский – Коми кыв
Коми-пермяцкий – коми-пермяцкӧй кыв
Комокс – ɬəʔamɛn
Конкани – कोंकणी / Koṅkani / ಕೊಂಕಣಿ / കൊങ്കണി
Коптский ‡ – ϯⲙⲉⲧⲣⲉⲙⲛ̀ⲭⲏⲙⲓ
Корейский – 한국어, 조선말
Корку – koroku, muwasi
Корнский – Kernowek, Kernewek
Корсиканский – Corsu, Corso, Corse, Corsi
Корякский – чавʼчывэн, чавʼчываелыел
Коса – isiXhosa
Косяэ – Kosrae
Кпелле – Kpɛlɛwoo
Краснокаренский – ကယား
Кри – ᓀᐦᐃᔭᐍᐏᐣ / Nēhiyawēwin, Nīhithawīwin, Nēhinawēwin
Крикский – Mvskoke
Крио – Krio
Кроу – Apsáalooke aliláau
Крызский – Кърыцӏаь мез
Крымскотатарский – qırımtatar tili, qırım tili, tatar tili, tatarça / къырымтатар тили, къырым тили, татар тили, татарча
Крымчакский – Кърымчах тыльы
Кубачинский – гӀугъбуган
Кукский – Māori
Кумыкский – къумукъ тил / qumuq til / قموق تيل
Курдский – Kurdî, Kurmancî / كوردی، کورمانجی
Курух – कुरुख़
Кутенай – Ktunaxa
Кхмерский – ភាសាខ្មែរ, ខេមរភាសា
Кхынский – ᨴᩱ᩠ᨿᨡᩨ᩠ᨶ
Къхонг – !Xóõ, tâa ǂâã
Кэрриер – Dakeł / ᑕᗸᒡ

### Л
Ладинский – lingaz ladin
Лазский – Lazuri nena / ლაზური ნენა
Лакота – Lakȟótiyapi
Лакский – лакку маз
Лаосский – ພາສາລາວ
Латгальский – latgaļu volūda
Латинский ‡ – lingua Latina
Латышский – latviešu valoda
Лезгинский – Лезги чӀал, Лезги мез
Леонский – llengua llionesa
Лесной энецкий – Онɛй база
Ливский – līvõ kēļ, rāndakēļ
Лигурский – Liguru, Ligure
Лидийский † – 𐤮𐤱𐤠𐤭𐤣𐤶𐤯𐤦𐤳
Ликийский † – 𐊗𐊕𐊐𐊎𐊆𐊍𐊆
Лиллуэт – St’át’imcets
Лимбургский – Limburgs, Lèmbörgs, Plat
Лингала – Lingála
Лингва де планета – лидепла / lidepla
Лингва франка нова – Lingua Franca Nova
Лису – ꓡꓲ-ꓢꓴ, ꓡꓲ‐ꓢꓴ ꓥꓳꓽ
Литовский – lietuvių kalba
Логлан – La Logla
Ложбан – la .lojban.
Лози – siLozi, Rozi
Ломбардский – Lombard, Lumbard, Lumbaart
Луба – Tshiluba, Cilubà, ciLuba, tšiluba
Луба-катанга – kiluba
Лувийский † – Luwili
Луганда – Luganda
Луговомарийский – олык марий йылме
Луисеньо † – Quechnajuichom
Луле-саамский – Juvlesábme
Лушуцид † – xʷəlšucid, dxʷləšúcid
Лы – ᦑᦺᦟᦹᧉ
Люксембургский – Lëtzebuergesch

### М
Маврикийский креольский – kreol morisien
Магахи – मगही
Мадурский – Bhâsa Madhurâ / ꦧꦱꦩꦢꦸꦫ
Мазандеранский – مازِرونی، مازنی، تپری
Майтхили – 𑒧𑒻𑒟𑒱𑒪𑒲 / मैथिली / maithilī
Макасарский – Basa Mangkasaraʼ / ᨅᨔ ᨆᨀᨔᨑ
Македонский – македонски јазик
Малагасийский – Malagasy
Малайский – Bahasa Melayu / بهاس ملايو
Малаялам – മലയാളം / malayāḷaṁ
Мальдивский – ދިވެހި
Мальтийский – Malti
Мамлюкско-кыпчакский † – اللغة التركية
Мамский – Qyol Mam
Мангареванский – Mangareva
Мандан † – nų́ʔetaːre
Мандейский – ࡌࡀࡍࡃࡀࡉࡉࡀ ,ࡋࡉࡔࡀࡍࡀ ࡖ / Lishāna ’d Mandāyì
Мандинка – Mandinka
Манинка – Maninka, Maninkakan, Malinke, Malinka
Манипури – মেইতেই, মনিপুরি / ꯃꯤꯇꯩꯂꯣꯟ
Манси – Huluníixsuwaakan
Мансийский – мāньси лāтыӈ
Маньчжурский – ᠮᠠᠨᠵᡠ ᡤᡳᠰᡠᠨ / manǯu gisun
Маори – Te reo Māori
Мапуче – Mapudungun
Маранао – Mëranaw
Маратхи – मराठी
Марвари – मारवाड़ी
Марийский – марий йылме
Маркизский – 	‘E‘o ‘Kenata, ‘E‘o ‘Enana
Марокканский берберский – ⵜⴰⵎⴰⵣⵉⴳⵀⵜ
Маршалльский – kajin Majõl
Масайский – ɔl Maa
Мегленорумынский – vlășéște
Мегебский – мехӏвела
Мегрельский – მარგალურ ნინა
Межславянский – меджусловјанскы језык / medžuslovjansky jezyk
Менде – Mɛnde
Ментавай – bahasa Mentawai
Меру – Kimîîru
Мерянский † – мерян елма
Меянкиели – meänkieli
Мизо – Mizo ṭawng
Микенский † – Μυκηναϊκή ελληνική
Микмак – Míkmawísimk
Минангкабау – Baso Minangkabau
Минго – Unyææshæötká'
Миньский – 閩語 / 闽语
Мирандский – mirandés, lhéngua mirandesa
Могаукский – Kanien’kéha
Мокшанский – мокшень кяль
Молдавский – limba moldovenească / лимба молдовеняскэ
Монго – Mongo
Монгольский – Монгол хэл / ᠮᠣᠩᠭᠣᠯ ᠬᠡᠯᠡ
Монский – ဘာသာမန်
Монтанье-наскапи – Innu
Мооре – Mòoré
Муиринский – муира
Мундари – horo jagar, munda jagar
Мунджанский – مونجى
Мэнский – Gaelg, Gailck

### Н
Навахо – Diné bizaad
Нама – Khoekhoegowap
Нанайский – На̄най хэсэни
Наскапи – ᓇᔅᑲᐱ, ᐃᔪᐤ ᐃᔨᒧᐅᓐ / naskapi, iyuw iyimuun
Науатль – Nawatlahtolli, nawatl, mexkatl
Науканский – нывуӄаӷмит
Науруанский – dorerin Naoero
Нганасанский – Ня’’ сиәде
Неаполитанский – Nnapulitano, Napulitana
Неварский – नेवाः भाय् / Newah Bhaye
Негидальский – Неғида хэсэнин
Немецкий – Deutsch
Ненецкий – ненэцяʼ вада
Непальский – नेपाली
Ниасский – Li Niha
Нивхский – Нивхгу диф, Ниғвгун дуф
Нидерландский – Nederlands
Нижнелужицкий – dolnoserbska rěc, dolnoserbšćina
Нижненемецкий – Nedderdüütsch, Plattdütsch, Plattdüütsch, Plattdütsk, Plattdietsch, Plautdietsch
Ниуафооу – faka-Niuafo’ou
Ниуэ – ko e vagahau Niuē
Нобин – ⲛⲟ̄ⲡⲓ̄ⲛ
Новиаль – novial
Ногайский – ногай тили, ногайша
Норвежский – norsk, det norske språket
Нормандский – Normaund
Норфолкский – Norf'k
Носу – ꆇꉙ / Nuosu
Нуксак – Lhéchalosem
Нукуоро – Nukuoro
Нунский чжуанский – kauq Noangz
Нутка – Nuučaan̓uł, T’aat’aaqsapa
Нухалк – Nuxálk
Нуэр – Naadh
Ньянджа – Chinyanja, Chicheŵa
Ньянколе – Runyankore

### О
Оджибве – ᐊᓂᔑᓈᐯᒧᐎᓐ / Anishinaabemowin
Оджи-кри – ᐊᓂᔑᓂᓂ, ᐊᓂᔑᓂᓂᐘᐠ / Anishinini, Anishininiwak
Ойратский – Өөрдин келн / ᡆᡕᡅᠷᠠᡑ ᡘᡄᠯᡄᠨ
Оканаган – nsyilxcən
Окинавский – 沖縄口 / ウチナーグチ
Окситанский – occitan, lenga d'òc
Окциденталь (Интерлингве) – Occidental, Interlingue
Омаха-понка – Umanhan, ppánkka
Онейда – Onʌyotaʔa:ka
Онондага – Onǫda’gegá’, Onoñda’gegá’
Орисабанский науатль – Āwillisāpan Nāwatl
Ория – ଓଡ଼ିଆ
Орокский – Уилта кэсэни
Оромо – Afaan Oromoo, Oromiffa
Орочский † – Орочи кэсэни
Осейдж † – Wazhazhe
Осетинский – ирон ӕвзаг, дигорон ӕвзаг
Османский † – لسان عثمانى
Отоми – Hñähnü, Hñähño, Hñotho, Hñähü, Hñätho, Yųhų, Yųhmų, Ñųhų, Ñǫthǫ, Ñañhų
Ошивамбо – Oshiwambo

### П
Палауский – tekoi er a Belau
Пали ‡ – पालि / පාලි
Паме – Jñatio
Пангасинанский – salitan Pangasinan
Панджаби – ਪੰਜਾਬੀ / پنجابی
Пао – ပအိုဝ်ႏဘာႏသာႏ
Папьяменто – Papiamento, papiamentu
Парфянский † – parsīk, pahlavīk, pahlawānīg
Персидский – فارْسِى
Печенежский † – becěnek til
Пикардский – picard
Пилени – vaeakau-taumako
Пипиль – Nawat, Náhuat
Пирахан – xapaitíiso
Пите-саамский – bidumsáme giella, bisumsáme giella
Питкэрнский – Pitkern
Полабский † – slüvensťĕ, vensťĕ
Половецкий † – Tatar til, tatarçe
Польский – język polski, polszczyzna
Понапе – Pohnpei
Понтийский – Ποντιακά, Ρωμαίικα
Португальский – português
Потаватоми – Neshnabémwen
Праяпонский † – 日本祖語
Прибрежно-цимшианский – Sm’algyax
Прусский – Prūsiskan, Prūsiska Bila
Пунический † – 𐤃𐤁𐤓𐤉𐤌 𐤊𐤍𐤏𐤍𐤉𐤌
Пусяньский – 莆仙語 / Pó-sing-gṳ̂
Пушту – پښتو
Пхалура – پالُولہ
Пьемонтский – Piemontèis

### Р
Раджастхани – राजस्थानी
Рапануйский – Vananga rapa nui
Рифский – Tarifit, تاريفيت, ⵜⴰⵔⵉⴼⵉⵜ
Романшский – Rumantsch
Ротокас – Rotokas
Ротуманский – Fäeag Rotuma
Рохинджа – Ruáingga / رُاَࣺينڠَ
Румейский – румеку глоса
Румынский – limba română
Рунди – Kirundi
Русинский – русиньскый язык, руська бисіда, руснацькый язык, руски язик
Русский – Русский язык
Русский (всеславянский) – Руски језик
Рутульский – мыхаӀбишды чӏел
Рушанский – rixū̊n ziv, риху̊н зив

### С
Саларский – Salırça / سالارچا
Самаритянский ‡ – ࠀࠓࠌࠉࠕ
Самоанский – gagana Sāmoa
Сангличский – sanglēčī lavz/zəvūk
Санго – yângâ tî sängɔ
Санскрит ‡ – saṃskṛta·vāc, saṃskṛta·bhāṣā / संस्कृतवाच्, संस्कृतभाषा
Сантали – ᱥᱟᱱᱛᱟᱞᱤ
Сапотекский – Iidxzá, dizá, ditsá, diidxazá, tiits së
Сардинский – Sardu, limba sarda
Сарыкольский – تۇجىك زىڤ، سەرىقۇلى زىڤ / Tujik ziv, Sarikhuli ziv / Тоҷик зив, Сарӣқоли зив
Сасакский – Base Sasak
Сванский – ლუშნუ ნინ
Свати – Siswati
Себуанский – Sugboanon
Северноалтайский – тÿндÿк алтай тил
Севернокитайский (Мандаринский) – 北方話, 官話, 國語, 華語, 漢語 / 北方话, 官话, 国语, 华语, 汉语
Северноминьский – 閩北語 / Mâing-bă̤-ngṳ̌
Северносаамский – Davvisámegiella, Sámegiella
Северноселькупский – шöйӄумый эты
Севернофризский – freesk, frasch, fräisch, freesch
Северноюкагирский – Вадул аруу
Северный мбунду – kimbundu
Северный ндебеле – isiNdebele, siKhethu
Северный сото – Sesotho sa Leboa
Северо-западный марийский – йөтнӫмӓл-кӓсвел маре йӹлмӹ
Северо-западный отоми – Hñahñu, Hñohño, Ñañhų, Hñąñho, Ñǫthǫ
Сейшельский креольский – Kreol, Seselwa
Сенека – Onödowága, Onötowáka
Сербохорватский – Srpskohrvatski jezik / Српскохрватски језик
Сербский – српски језик / srpski jezik
Серер – Seereer
Сесото – SeSotho
Сефардский – לאדינו ,גודיאו-איספאנייול / Djudeo-español, Djudeo-espanyol, Ladino
Сешельт – Sháshíshálh
Сибирский финский – korlakan kieli
Сибирско-татарский – татарча, себер татар теле, татарца, себер тел, себертатарца, сыбыр тел, сыбырца, параба, бараба, яүштә, чат, цат, калмак
Силхетский – সিলটী / Silôţi
Сингальский – සිංහල
Синдхи – सिन्धी / سنڌي
Сиреникский † – Сиӷыныгмит
Сирийский ‡ – ܠܫܢܐ ܣܘܪܝܝܐ
Сицилийский – Lingua siciliana, sicilianu
Скомиш – Sḵwx̱wú7mesh snichim
Словацкий – slovenský jazyk, slovenčina, slovenská reč
Словенский – slovenski jezik, slovenščina
Словио – Slovio
Слэйви – ᑌᓀ ᒐ, ᑲᑊᗱᑯᑎᑊᓀ, ᓴᑋᕲᒼᑯᑎᑊᓀ, ᗰᑋᑯᑎᑊᓀ / Dene Tha, K’áshogot’ine, Sahtúgot’ine, Shihgot’ine
Сога – Lusoga
Согдийский † – 𐼼𐼴𐼶𐼹𐼷𐼸 / suγδīk
Сойотско-цаатанский † – сойыт тыл, туъһa тыл
Сольресоль – solresol
Сомалийский – Soomaaliga, Af-Soomaali / 𐒖𐒍 𐒈𐒝𐒑𐒛𐒐𐒘
Сонинке – soninkanxaane
Сора – 𑃐𑃚𑃝
Сранан-тонго – Sranan Tongo
Среднеанглийский † – Englisch, English, Inglis
Среднеармянский † – Հայերէն
Среднебретонский † – Bretonek, Brezonek
Средневаллийский † – Kymraec, Cymraeg
Средневерхненемецкий † – Diutsch, Tiutsch
Среднеирландский † – Goídelc, Goídelg
Среднеперсидский † – pārsīk, pārsīg
Староокситанский † – Romans, Proensals
Старославянский ‡ – сло̀вѣньскъ ѩзꙑ́къ / ⱄⰾⱁⰲⱑⱀⱐⱄⰽⱏ ⱗⰸⱏⰺⰽⱏ
Старофранцузский † – Franceis
Старояпонский † – 上古日本語, 上代日本語
Суахили – Kiswahili
Сукума – Kɪsukuma
Сунданский – ᮘᮞ ᮞᮥᮔ᮪ᮓ / Basa Sunda
Сусу – sosoxui
Сян – 湘語 / 湘语

### Т
Табасаранский – Табасаран чӀал
Тагальский – Tagalog / ᜆᜄᜎᜓᜄ᜔
Таджикский – забони тоҷикӣ / زبان تاجیکی / zaboni toçikī
Таитянский – reo tahiti
Тай-ныа – ᥖᥭᥰᥖᥬᥳᥑᥨᥒᥰ
Тайский – ภาษาไทย
Талышский – tolyšə zyvon / толышə зывон / تالشی زَوُن
Тамазигхтский – ⵜⴰⵎⴰⵣⵉⴳⵀⵜ / تامازیگھت / Tamaziɣt, Tamazight
Тамашек – ⵜⴰⵎⴰⵌⴰⵆ / tǝmajǝq
Тамильский – தமிழ்
Тангутский † – 𗼇𗟲
Таос – Taos
Татарский – татар теле, татарча / tatar tele, tatarça / تاتارچا، تاتار تلی
Татский – зуун тати / zuhun tati, zuban tati, parsi, farsi
Тауллеммет – tawallammat, tăwllmmt
Телугу – తెలుగు
Темне – temne, KʌThemnɛ
Терена – Etelena, Terêna
Тетум – Tetum, Tetun, Lia-Tetun
Тибетский – བོད་སྐད་
Тигре – ትግራይት (Tigrayit, Tigraayit)
Тигринья – ትግርኛ
Тиндинский – идараб мици
Тлингитский – Lingít
Тоба-батакский – Hata Batak
Токелау – Tokelau
Токипона – toki pona
Ток-писин – Tok Pisin
Томпсон – Nłeʔkepmxcin
Тонганский – lea faka-Tonga
Тофаларский – тоъфа дыл
Трукский – fóósun Chuuk, kkapasen Chuuk
Трухменский – Түркмен дили
Тсвана – Setswana
Тсонга – Xitsonga
Тубаларский – Туба, Тума
Тувалу – te ggana Tuvalu
Тувинский – Тыва дыл
Тулу – ತುಳು
Тумбука – chiTumbuka
Тундровый энецкий – сомату нау
Тупи † – Nheengatu, nheendyba, abá-nheenga
Турецкий – Türk dili, türkçe
Туркменский – Türkmen dili, türkmençe / تورکمن دیلی، تورکمنچه
Тускарора † – Skarureʔ
Тхо (вьетский) – Thổ
Тхо (тайский) – Thô
Тюрки † – تورکی، ترکی

### У
У – 吳語 / 吴语
Уастекский – Teenek
Уастекский науатль – nawatlajtoli
Убыхский † – tʷaχəbza
Удинский – удин муз / udin muz
Удмуртский – Удмурт кыл
Удэгейский – Удиэ кэйэвэни
Узбекский – Oʻzbek tili, oʻzbekcha / Ўзбек тили, ўзбекча / ئۇزبېك تیلى
Уйгурский – ئۇيغۇر تىلى، ئۇيغۇرچە / Уйғур тили, уйғурчә / Uyghur tili, uyghurche
Украинский – українська мова
Ульчский – Нāн’и хэсэни
Уме-саамский – ubmejesámiengiälla
Уоллисский – Fakaʻuvea
Урду – اردو
Урумский – урум тили, урум дили

### Ф
Фанг – Faŋ, Paŋwe
Фарерский – Føroyskt mál, Føroyskt
Фиджийский – vosa Vakaviti / वोस वाकविता
Фиджийский хинди – Fiji Hindi / फ़िजि हिन्दी
Филиппинский – Filipino
Финикийский † – 𐤃𐤁𐤓𐤉𐤌 𐤊𐤍𐤏𐤍𐤉𐤌
Финский – suomi
Фон – fɔ̀ngbè
Французский – français, langue française
Фризский – Frysk
Фриульский – furlan, lenghe furlane
Фула – Pulaar, Fulfulde
Фур – bèle fòòr
Футуна – Fakafutuna

### Х
Хаисла – X̅aʼislakʼala, X̅enaksialakʼala
Хайда – X̲aat Kíl, Xaad kil, X̲aayda Kíl, X̱aadas Kíl
Хайнаньский – 海南話 / Hái-nâm-oe
Хакасский – хакас тілі, тадар тілі
Хакка – 客家話 / 客家語 / Hak-kâ-fa, Hak-kâ-ngî
Халкомелем – Halq’eméylem, Hul’qumi’num’, Hǝn’q’ǝmin’ǝm’
Хантыйский – Ханты ясаӈ
Хариани – हरियाणवी, हरयाणवी
Хаттский † – hētt
Хауса – Hausa / هَوُسَا
Хваршинский – Анкьизас мыц
Хеттский † – nešumnili, kanišumnili
Хилигайнон – Ilonggo
Хиналугский – каьтш мицӀ / kaʕtʃ mitsʼ
Хинглиш – हिंग्लिश / Hinglish
Хинди – हिन्दी
Хиндустани – हिन्दुस्तानी / ہندوستانی
Хири-моту – Hiri Motu
Хмонг – Hmoob
Хо – 𑢹𑣉𑣉 𑣎𑣋𑣜
Хокло – 閩南語, 福佬話, 福建話 / Bân-lâm-gú, Ho̍h-ló-ōe, Hok-kiàn-ōe
Хопи – Hopilàvayi
Хорватский – hrvatski jezik
Хорезмско-тюркский † – ترکی
Хотаносакский † – hvatanau, hvanau
Хупа – Na:tinixwe, Mixine:whe
Хурритский † – Ḫurwoḫḫe, Ḫurroḫḫe
Хуфский – xuf ziv
Хуэй – 徽州话, 徽徽, 徽徽 / 徽州話, 语语, 語語

### Ц
Цаконский – Τσακωνική διάλεκτος, Τσακωνικά
Цахурский – ЦӀаӀхна миз / Ts'әxna miz
Цезский – Цезйас мец, цез мец
Цельтальский – Batz’il k’op
Центральноминьский – 閩中語
Церковнославянский ‡ – слове́нскїй ѧ҆зы́къ (слове́нский язы́к), слове́нескъ ѧ҆зы́къ (слове́неск язы́к)
Цзинь – 晋语 / 晉語
Цоциль – Bats’i k’op
Цудахарский – цӀудхъуран мец
Цыганский – Romaňí čhib, Romaňí čib

### Ч
Чабакано – chabacano, chavacano
Чагатайский † – جغتای، ترکی / Turkī, Jaĝatāy
Чакма – 𑄌𑄋𑄴𑄟𑄳𑄦 𑄞𑄌𑄴 / Changmha Bhach
Чамалинский – чамалалдуб мичӀчӀ
Чаморро – Finuʼ Chamoru
Чамский – چام / ꨌꩌ
Чаошань – 潮汕话, 潮州话 / Tiô-suaⁿ-uē, Tiô-tsiu-uē
Чаплинский – уӈазиӷмит
Чариар † – अक-कारि (ака-кари)
Чви – Twi
Черногорский – црногорски језик / crnogorski jezik
Чероки – ᏣᎳᎩ
Чеченский – Нохчийн мотт / Noxçiyn mott
Чешский – čeština, český jazyk
Чжуанский – Vahcuengh
Чиа-чиа – Bahasa Ciacia
Чинский – Lai Pawi, Lai Holh
Чинукский жаргон – Tsinuk Wawa, Lelang
Чипевайан – ᑌᓀᓱᒼᕄᓀ / Dëne Sųłiné
Чиппева – Anishinaabemowin
Чирагский – Хьугъул мец
Чоктавский – Chahta
Чувашский – чӑваш чӗлхи, чӑвашла
Чукотский – ԓыгъоравэтԓьэн йиԓыйиԓ
Чулымский – Чулым, Ӧс тили, татар тили
Чхаттисгархи – छत्तिसगढ़ी, छत्तीसगढ़ी

### Ш
Шайенский – Tsêhesenêstsestotse
Шанский – လိၵ်ႈတႆး
Шауйя – Tachawit
Шведский – svenska
Шильхский – Taclḥit, ⵜⴰⵛⵍⵃⵉⵜ, تشلحيت
Шона – chiShona
Шорский – шор тили, тадар тили
Шотландский (гэльский) – Gàidhlig
Шошонский – Sosoni' da̲i̲gwape
Шугнанский – xuɣ̌nůni ziv, xuɣ̌nȇ / хуг̌ну̊ни зив, хуг̌ни
Шумерский † – 𒅴𒂠 / eme-gi₇(r)
Шусвап – Secwepemctsín

### Э
Эве – Ɛ̀ʋɛ̀gbè
Эвенкийский – Эвэды̄ турэ̄н
Эвенский – Эвэды төрэн
Эдо – Ẹ̀dó
Эльфийский (Квенья) – Quenya, Quendya
Эльфийский (Синдарин) – Edhellen
Эмилиано-романьольский – Emiliàn e rumagnòl, emigliàn-rumagnôl
Энинтиляква – Eninhdhilyakwa
Эрзянский – эрзянь кель
Эсперанто – Esperanto
Эстонский – eesti keel
Эстремадурский – estremeñu, Lengua estremeña
Этеокритский † – Kaftiu
Этрусский † – Rasenna
Эфик – Usem Efịk
Эякский † – I.ya.q

### Ю
Юан – ᨣᩴᩤᨾᩮᩥᩬᨦ
Южноминьский – 閩南語 / 闽南语
Южнорусинский – руски язик, южноруски язик, руска бешеда, бачваньско-руска бешеда
Южносаамский – åarjelsaemien gïele, åarjelsaemiengïele
Южноселькупский – чу́мэл шэ, тюйкууй сиэ, шё̄шӄуй шэ̄, сӱ̄ссыӷӯй сэ̄
Южноюкагирский – Одун ажуу
Южный мбунду – umbundu
Южный ндебеле – isiNdebele
Южный цимшианский – Sgüüx̣s
Юкатекский – Maaya T’aan
Ю-мьен – Iu Mienh
Юртовско-татарский – нугай теле, нугайча, татар теле, татарча
Юэ – 粵語 / 粤语

### Я
Яванский – ꦧꦱ ꦗꦮ / Basa Jawa, Basa Jawi
Ягнобский – yaɣnobī́ zivók / йағнобӣ зивок
Язгулямский – Yuzdami zevég, Yůzdomi zəveg
Якутский – саха тыла
Ямайский креольский – Patwa
Японский – 日本語
Япский – Wa’ab, Waab, Thin nu Wa’ab, thin ni Waqab

## Алфавиты и письменности
† = Мёртвая письменность или алфавит

‡ = Мёртвая письменность или алфавит, использующийся в литературе и/или богослужении

### А
Авестийский алфавит ‡ ― 𐬛𐬉𐬥 𐬛𐬉𐬠 𐬍𐬭𐬉
Алфавит Фрейзера (Лису) ― ꓡꓲ-ꓢꓴ
Алфавит Шоу ― 𐑖𐑱𐑝𐑾𐑯 𐑨𐑤𐑓𐑩𐑚𐑧𐑑
Арабское письмо ― العربية
Армянский алфавит ― Հայկական այբուբեն

### Б
Байбайин † ― ᜊᜌ᜴ᜊᜌᜒᜈ᜴
Балийское письмо ― ᬅᬓ᭄ᬱᬭᬩᬮᬶ
Батакское письмо ― ᯘᯮᯒᯖ᯲ ᯅᯖᯂ᯲
Бенгальское письмо ― বাংলা বর্ণমালা
Бирманское письмо ― မြန်မာစကား
Блиссимволика ― 
Бухид ― ᝊᝓᝑᝒ

### Г
Глаголица † ― ⰳⰾⰰⰳⱁⰾⰻⱌⰰ
Готское письмо ‡ ― 𐌲𐌿𐍄𐌹𐍃𐌺
Греческий алфавит ― Ελληνικό αλφάβητο
Грузинское письмо ― ქართული დამწერლობა
Гурмукхи ― ਗੁਰਮੁਖੀ

### Д
Деванагари ― देवनागरी
Дезеретский алфавит ― 𐐔𐐯𐑅𐐨𐑉𐐯𐐻, 𐐔𐐯𐑆𐐲𐑉𐐯𐐻

### Е
Еврейское письмо ― אָלֶף־בֵּית עִבְרִי
Египетское иероглифическое письмо † ― 𓂋𓏺𓈖 𓆎𓅓𓏏𓊖

### И
Исмания ― 𐒍𐒖𐒇𐒂𐒖 𐒋𐒘𐒈𐒑𐒛𐒒𐒕𐒖

### К
Кана ― 仮名
Канадское слоговое письмо ― ᖃᓂᐅᔮᖅᐸᐃᑦ / ᒐᐦᑲᓯᓇᐦᐃᑫᐤ / ᑯᖾᖹ ᖿᐟᖻ ᓱᖽᐧᖿ / ᑐᑊᘁᗕᑋᗸ
Кандзи ― 漢字
Катакана ― カタカナ
Кая-ли ― ꤊꤢ꤬ꤛꤢ꤭ ꤜꤟꤤ꤬
Кириллица ― Кириллица
Кирт ― 
Китайское письмо ― 漢字 / 汉字
Клинопись † ― 
Коптское письмо ‡ ― 
Кхмерское письмо ― អក្សរខ្មែរ

### Л
Ланна ― ᨲᩫ᩠ᩅᨾᩮᩬᩥᨦ, ᨲᩫ᩠ᩅᨵᨾ᩠ᨾ᩼
Лаосское письмо ― ອັກສອນລາວ
Латиница ― Latin
Лонтара ― ᨒᨚᨈᨑ

### М
Мандейское письмо ― 

### Н
Нко ― ߒߞߏ
Новое письмо лы ― ᦟᦲᧅᦷᦎᦺᦑᦟᦹᧉ
Нюй-шу † ― 𛆁𛈬

### О
Огамическое письмо † ― ᚛ᚑᚌᚐᚋ᚜
Ол-чики ― ᱚᱞ ᱪᱤᱠᱤ

### П
Письмо Бамум † ― ꚶꛉ꛰꛲ꚫꛦꚳ
Письмо Ваи ― ꕙꔤ
Письмо Гуджарати ― ગુજરાતી લિપિ
Письмо И ― ꆈꌠꁱꂷ
Письмо Каннада ― ಕನ್ನಡ ಲಿಪಿ
Письмо Лепча ― ᰛᰩᰵᰛᰧᰵ
Письмо Лимбу ― ᤕᤠᤰᤌᤢᤱ ᤐᤠᤴ
Письмо Малаялам ― മലയാളലിപി
Письмо Манипури ― ꯃꯤꯇꯩ ꯃꯌꯦꯛ
Письмо Ория ― ଓଡ଼ିଆ ଅକ୍ଷର
Письмо Пагба-ламы † ― ꡏꡡꡃꡣꡡꡙꡐꡜꡞ
Письмо Реджанг † ― ꥆꤰ꥓ꤼꤽ ꤽꥍꤺꥏ
Письмо Саураштра ― ꢱꣃꢬꢵꢰ꣄ꢜ꣄ꢬꢵ
Письмо Тай-ныа ― ᥖᥭᥰ ᥘᥫᥴ
Письмо Телугу ― తెలుగు లిపి
Письмо Чакма ― 𑄌𑄋𑄴𑄟𑄳𑄦 𑄃𑄧𑄏𑄛𑄖𑄴
Письмо Чероки ― ᎠᏂᏴᏫᏯ

### Р
Руны ‡ ― ᚱᚢᚾᛟ

### С
Самаритянское письмо ‡ ― ࠔࠌࠓࠉࠌ
Сиддхаматрика ‡ ― 𑖭𑖰𑖟𑖿𑖠𑖽
Силхетское нагари ― ꠍꠤꠟꠐꠤ ꠘꠣꠉꠞꠤ
Сингальское письмо ― සිංහල අක්ෂර මාලාව
Сирийское письмо ― ܐܒܓܕ ܣܘܪܝܝܐ / ܐܠܦ ܒܝܬ ܣܘܪܝܝܐ
Старомонгольское письмо ― ᠮᠣᠩᠭᠣᠯ ᠪᠢᠴᠢᠭ
Сунданское письмо † ― ᮃᮊ᮪ᮞᮛ ᮞᮥᮔ᮪ᮓ ᮘᮊᮥ

### Т
Тагбанва ― ᝦᝪᝯ
Тай-вьет ― ꪎꪳ ꪼꪕ
Тайдонь ― ꪎꪳ ꪼꪕ
Тайское письмо ― อักษรไทย
Тамильское письмо ― தமிழ் அரிச்சுவடி
Тана ― ތާނަ
Тенгвар ― 
Тибетское письмо ― བོད་ཡིག་གི་གསལ་བྱེད།
Тифинаг ― ⵜⵉⴼⵉⵏⴰⵖ

### Х
Хангыль ― 한글, 조선글, 고려글
Хануноо ― ᜱᜨᜳᜨᜳᜢ
Хирагана ― ひらがな

### Ч
Чамское письмо ― ꨀꨇꩉ ꨌꩌ
Чжуинь фухао ― ㄅㄆㄇㄈ

### Ш
Шрифт Брайля ― ⠃⠗⠁⠊⠇⠑

### Э
Эмодзи ― 😀
Этрусский алфавит † ― 
Эфиопское письмо ― ግዕዝ

### Я
Яванское письмо ― ꦄꦏ꧀ꦱꦫ ꦗꦮ

## Диалекты
† = Мёртвый диалект

‡ = Мёртвый диалект, использующийся в литературе и/или богослужении

### А
Алеманнский – Alemannisch

### Б
Баварский – Boarisch
Болотный кри – ᓀᐦᐃᓇᐍᐏᐣ / Nêhinawêwin

### В
Валенсийский – valencià
Восточный кри – ᐃᔨᔨᐤᐊᔨᒥᐤᐣ, ᐃᔨᔨᐤᐊᔭᒥᐤᐣ / Iyiyiw-Ayimiwin, Iyiyiw-Ayamiwin
Восточный панджаби – ਪੰਜਾਬੀ
Выруский – võro kiil

### Г
Генуэзский – Zeneize
Горанский – нашински, нашенски

### Д
Дари – دری / дари

### Е
Еврейско-греческий – יווניטיקה ,יעואני גלוסא
Еврейско-таджикский – בוכארי / Бухорӣ / Buxori
Египетский арабский – مصرى

### Ж
Жемайтский – žemaitiu kalba

### З
Западнофламандский – Vlaemsch, West-Vlams, West-Vloams
Западный кри – ᓀᐦᐃᔭᐍᐏᐣ / nēhiyawēwin
Западный панджаби – پنجابی

### К
Кваньяма – Oshikwanyama
Коми-язьвинский – ёдз коми көл
Корё мар – 고려말
Кумандинский – куманды
Курманджи (Севернокурдский) – Kurmancî, Kurdî

### Л
Лаки – له‌کی، کرمانجێکێک
Лесной кри – Nīhithawīwin
Ливвиковский – livvin kieli, livvinkarjala
Лумми – Xwlemiʼchosen, xʷləmiʔčósən
Людиковский – lüüdin kiel’, l’üüd’ikiel

### М
Марокканский арабский – الدارجة
Монегаскский – Munegascu
Мусский кри – Nēhinawēwin

### Н
Ндонга – Oshindonga
Нижнесаксонские диалекты Нидерландов – Nederlaands Leegsaksies
Новонорвежский (Нюнорск) – nynorsk
Норвежский букмол – bokmål

### О
Оттава – Nishnaabemwin, Daawaamwin

### П
Пенсильванско-немецкий – Pennsilfaanisch-Deitsch, Pennsilfaani-Deitsch
Пехлевани (Южнокурдский) – کوردی

### Р
Рипуарский – Ripoarisch

### С
Саанич – SENĆOŦEN, sənčáθən, sénəčqən
Сету – seto kiil
Сибирско-ингерманландский финский – mejjen kiel', oma kiel', suomen kiel'
Силезский – ślōnskŏ gŏdka, ślůnsko godka
Сирайки – سرائیکی
Собственно карельский – Varsinaiskarjala, Varsinaiskarjalan kieli
Сорани (Центральнокурдский) – کوردی

### Т
Тверской карельский – Tverin karielan kieli
Теленгитский – Телеҥит тил
Телеутский – Тадар, Тэлэңгэт, Пайат

### Ф
Фламандский – Vlaams

### Х
Хиндко – ہندکو
Хунсрюкский – Hunsrückisch

### Ч
Челканский – куу, чалканду

### Ш
Швейцарский немецкий – Schwyzerdütsch, Schwizerdütsch
Шокшинский – шокшень кяль

### Э
Эльзасский – Elsässerditsch

### Ю
Южнотайский – ภาษาไทยใต้